# Acorn Computer A4
A4 је био портабилни рачунар фирме Acorn Computer који је почео да се производи у Уједињеном Краљевству током 1991. године.
Користио је  микропроцесорску јединицу а RAM меморија рачунара је имала капацитет од 4MB. 
Као оперативни систем кориштен је RISC OS 3.10.

## Детаљни подаци
Детаљнији подаци о рачунару A4 су дати у табели испод.
|                       | |
| [ 1 ]                 | |
| Произвођач            | |
| Тип                   | Portable |
| Меморија              | 4MB |
| Поријекло             | Уједињено Краљевство                                                                                          |
| Година                | 1991 |
| Тастатура             | 84 тастера са тастерима смјера                                                                                |
| Процесор              | |
| Фреквенција процесора | 24 (CPU) и 12 (магистрала података)                                                                           |
| RAM                   | 4MB |
| ROM                   | 2 MB |
| Текст                 | највише: 132 x 30                                                                                             |
| Графика               | 47 графичких модова, највише 640 x 480 са монитором са текућим кристалом и све до 1152 x 896 са VGA монитором |
| Боја                  | 14 нијанси сиве боје (монитор са текућим кристалом)                                                           |
| Звук                  | 8 гласова (стерео 8-бит)                                                                                      |
| Димензије             | 41 (ширина) x 34.5 (дубина) x 6.5 (висина) cm / 3700 g                                                        |
| Портови               | |
| Оперативни систем     | |